# صموئيل جيمس كامبل
صموئيل جيمس كامبل (بالإنجليزية: Samuel James Campbell)‏ هو شخصية أعمال أمريكي، ولد في 18 يونيو 1892، وتوفي في 3 سبتمبر 1981.